# Герменегильд
Герменеги́льд (лат. Hermenegildus; ок.550/555 — 24 марта 585/13 апреля 586) — старший сын короля вестготов Леовигильда и Феодосии, муж Ингунды, дочери короля Австразии Сигиберта I и Брунгильды.
В 579 году Леовигильд выделил своему сыну юго-западную часть Вестготского королевства с главным городом Севильей. В том же году Герменегильд, благодаря влиянию епископа Леандра, перешёл из арианства в ортодоксально-никейское христианство. После этого он поднял против отца в своей столице восстание, которое тот жестоко подавил, отправив сына в изгнание в Валенсию, а позднее, в результате интриг Госвинты, посадил его в тюрьму в Таррагоне. Там в 585/586 году, за отказ вернуться в прежнюю веру, Герменегильд принял мученическую смерть от рук герцога Сисберта, который казнил его на Пасху по приказу Леовигильда.
Позднее Герменегильд стал почитаться как мученик под влиянием его истории, описанной в «Диалогах» Григория Великого, и в 1636 году был канонизирован римским папой Урбаном VIII для почитания во всей Римско-католической церкви. В Православной церкви память святого Герменегильда (Ерминингельда) известна по греческим и славянским месяцесловам.

## Историография

### Исторические источники
Важнейшими историческими источниками конца VI века, содержащими сведения о жизни Герменегильда, являются «Хроника» Иоанна Бикларского, «История готов» (лат. «Historia Gothorum») Исидора Севильского, а также отдельные главы пятой, шестой, седьмой и восьмой книг «Истории франков» (лат. «Historia Francorum») Григория Турского и глава в «Диалогах» (лат. «Dialogues») Григория I Великого.
Краткая информация также содержится в «Истории вандалов» (лат. «Historia Vandalorum») и «Истории свевов» (лат. «Historia Suevorum») того же Исидора Севильского, в «Хронике» Фредегара, а также в более поздней анонимной хронике VIII века, известной под названием «Книга истории франков» (лат. «Liber historiae Francorum»), в третьей книге «Истории лангобардов» (лат. «Historia Langobardorum») Павла Диакона и в «Житиях меридских отцов».

### Исследования
Обзор источников, относящихся к рассматриваемому периоду, предоставлен в работах различных исследователей. Исчерпывающий анализ источников, касающихся жизни Герменегильда, дан в произведениях Ю. Б. Циркина «Испания от античности к средневековью» и «Античные и раннесредневековые источники по истории Испании» и статье Д. В. Зайцева в «Православной энциклопедии». Общая информация о событиях, произошедших в Вестготском государстве в 560—580 годах, содержится в работе М. Б. Щукина «Готский путь» и статье Н. А. Ганиной «Вестготские короли: от арианства к православию».
Одним из зарубежных исследований этой темы была работа Дитриха Клауде «История вестготов». Подробную информацию можно найти в работах Хосе Орландиса «История испанского королевства вестготов», Роджера Коллинса «Вестготская Испания, 409—711», Эдварда Томпсона «Готы в Испании» и Луиса Гарсии Морено «История вестготов Испании». Краткие сведения содержатся в статье «Леовигильд» Феликса Дана в «Allgemeine Deutsche Biographie», в статье «Святой Герменегильд» Иоганна Кирша в «Catholic Encyclopedia» и в произведении Питера Хизера «Готы (Народы Европы)».

## Предыстория. Приход Леовигильда к власти

### Брачная политика короля Атанагильда

Королевство вестготов в 560 году

В 550 году Атанагильд поднял восстание против короля вестготов Агилы I. По его просьбе ему оказал поддержку византийский император Юстиниан I, который хотел восстановить власть над Испанией. Совместно с византийцами, которыми руководил патриций Либерий, Атанагильд разгромил войска Агилы и после убийства последнего в 554 году взошёл на престол Вестготского королевства. Однако византийским войскам удалось захватить большую часть южного побережья Пиренейского полуострова, что противоречило интересам нового короля.
Чтобы иметь возможность направить все свои силы на их изгнание с Пиренейского полуострова, Атанагильд удачной брачной политикой обеспечил себе мир с франками. Для достижения этих целей он заключил с последними брачный договор, чтобы при необходимости использовать их в качестве союзников в борьбе с Константинополем. Выполняя условия этого договора, Атанагильд в 566 году выдал свою младшую дочь Брунгильду за короля Австразии Сигиберта I. В следующем году он устроил и личную жизнь своей старшей дочери Галесвинты, выдав её замуж за короля Нейстрии Хильперика I. Однако вскоре та наскучила мужу, и в 568 году Хильперик приказал задушить Галесвинту в собственной постели, а сам вскоре женился на Фредегонде. В отличие от своей старшей сестры, брак Брунгильды, ставшей матерью многочисленного потомства, был счастливым. Сам же Атанагильд умер в 567 году, поэтому отомстить за смерть дочери он уже не смог. Однако его жена Госвинта затаила на франков скрытую ненависть, которую намеревалась выплеснуть при первой возможности.

### Начало правления короля Леовигильда
У Атанагильда не было сыновей, и после его смерти в Вестготском королевстве наступил период междуцарствия, по одним данным, продолжавшийся 5 месяцев, а по другим — более года. В конце концов королём в Нарбонне был провозглашён герцог Септимании Лиува I. На второй год своего правления, в конце 568 или начале 569 года, он назначил соправителем своего брата Леовигильда, заключив при этом договор, что последний будет править в Испании. В 569 году Леовигильд провозгласил столицей своей части королевства город Толедо, который впоследствии стал столицей всего Вестготского государства. Хотя брат Лиувы имел от первого брака с Феодосией из Картахены двух взрослых сыновей, Герменегильда и Реккареда, он для того, чтобы упрочить свои права на престол, женился на вдове Атанагильда Госвинте. Впоследствии Лиува сохранял за собой управление Септиманией, но в исторических источниках упоминается позднее, лишь в связи со своей смертью.
В 573 году, после его смерти, Леовигильд стал единоличным правителем всего королевства. Для закрепления трона за своими наследниками он разделил власть со своими сыновьями. Что из себя представлял этот раздел и какие полномочия получили при этом его сыновья — неизвестно, однако это явно не соответствовало германским традициям свободного избрания монарха и фактически являлось захватом власти. Возможно, именно это послужило поводом для возникновения против Леовигильда большого количества заговоров среди знати, которая была лишена каких-либо прав на трон. И, скорее всего, мятежникам оказывали содействие соседние государства, которые также были обеспокоены нарастанием могущества королевства вестготов.

## Герменегильд и Ингунда

### Брак Герменегильда и Ингунды

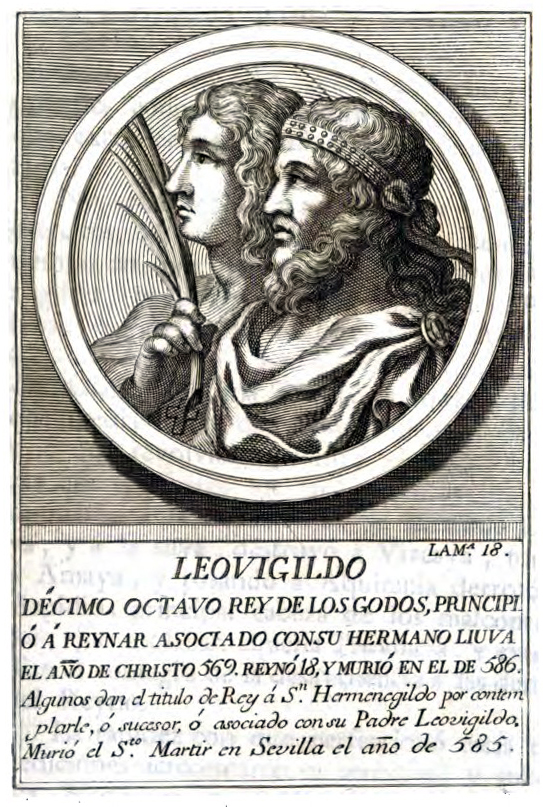
Леовигильд и его сын Герменегильд. Гравюра XVIII века

В 578 году Леовигильд провёл успешные переговоры с Брунгильдой, которая была в то время опекуном своего малолетнего сына Хильдеберта, по поводу заключения брака между своим старшим сыном Герменегильдом и Ингундой. После подписания договора последняя через Бургундию и Септиманию отправилась в столицу вестготского королевства Толедо, где в 579 году состоялась церемония бракосочетания монарших детей. Позднее, в 584 году, также планировалась и свадьба Реккареда с Ригунтой, дочерью Хильперика I, но она не состоялась из-за смерти её отца. Во время своего путешествия в Испанию в сопровождении богатой и пышной свиты Ригунта сделала остановку в Тулузе, где была ограблена. Герцог Аквитании Дезидерий, узнав о смерти короля Нейстрии, похитил приданое его дочери и запер её в каком-то доме, после чего ей пришлось вернуться в Париж к своей матери Фредегонде.
Однако вступившие в брак супруги изначально были разного вероисповедания: Герменегильд был приверженцем арианства, а Ингунда — последовательницей ортодоксально-никейского христианства. Это предоставило Госвинте возможность выплеснуть всю накопленную внутри себя ненависть к франкам, направив её на свою новоиспечённую невестку и одновременно внучку по материнской линии, причём большую роль в этой вражде сыграла разная вера, которой придерживались близкие родственники. Поначалу жена Леовигильда тепло встретила Ингунду, но при этом стала льстивыми речами уговаривать последнюю, чтобы та перешла в арианскую веру. Однако, несмотря на свой юный возраст (ей тогда было всего около двенадцати лет), Ингунда не только наотрез отказалась переходить в арианство, но и попыталась обратить Герменегильда в свою веру. Тогда, по словам Григория Турского, королева схватила девушку за волосы, бросила её на землю и до тех пор била башмаками, пока у неё не выступила кровь, а затем приказала снять с неё одежду и окунуть в пруд, таким образом, насильно проведя над невесткой обряд крещения в арианскую веру. Однако впоследствии он был признан недействительным.

### Герменегильд — правитель Севильи
Чтобы как-то разрешить возникший конфликт, Леовигильд в 579 году выделил своему старшему сыну пограничную с византийцами область с главным городом Севильей (предположительно в неё входили провинции Бетика и южная Лузитания) и поставил там его в качестве самостоятельного правителя, рассчитывая на то, что религиозное упорство Ингунды вскоре пройдёт. Почти все современные историки сходятся во мнении, что Герменегильд был в своей области королевским представителем, а не суверенным монархом. Сразу после его отъезда в Севилью король начал активную политику религиозного объединения страны и стал преследовать христиан-никейцев.
В начале VI века ортодоксальное вероисповедание начало проникать в высшие круги вестготского общества. Ассимиляции вестготов в значительной мере способствовали смешанные браки, которые к тому времени стали заключать и представители местной знати, причём романизации подверглась даже арианская церковь, где, вероятно, уже тогда латынь стала использоваться в качестве языка богослужения. Уже в правление Атанагильда положение христиан-никейцев стало довольно благоприятным, особенно на юге королевства. Когда же византийцы завоевали южное побережье Испании, то местное население не встретило их как освободителей, что, скорее всего, было обусловлено отсутствием в регионе резких конфессиональных противоречий.

## Гражданская война 579—584 годов

### Обращение Герменегильда

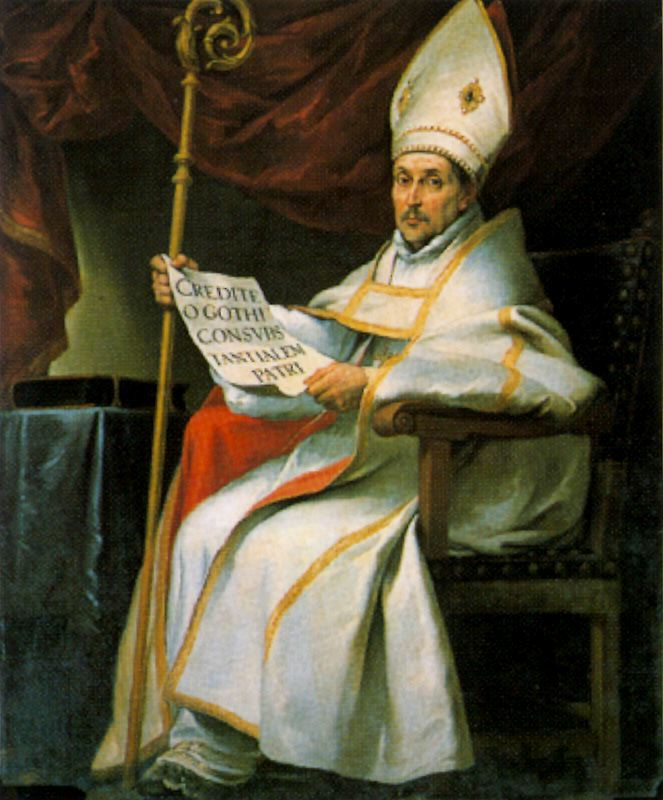
Святой Леандр, епископ Севильский. Картина Бартоломе Эстебана Мурильо (1655 год)

В Севилье Ингунда познакомилась с епископом Леандром, с которым впоследствии её связывали крепкие дружеские отношения. Леандр был представителем коренного населения Испании (испано-римлян) и происходил из знатной и влиятельной семьи из Картахены, откуда он в 554 году вместе с родителями, в связи с завоеванием византийцами юго-восточного побережья Пиренейского полуострова, переселился в Севилью. У него было два брата, епископы Исидор Севильский и Фульгенций Эсихский, и сестра, святая Флорентина, одна из основательниц испанского женского монашества, к тому же после смерти родителей на его плечи, как самого старшего из них, легло их воспитание. Кроме того, святой Леандр состоял в родстве с Герменегильдом, поскольку последний был сыном первой жены Леовигильда Феодосии, а она, в свою очередь, была сестрой или кузиной Леандра.
Подавляющее большинство жителей юга Испании были испано-римлянами и христианами-никейцами. Кроме того, значительная часть вестготской знати также придерживалась ортодоксальной веры, не говоря уже о той части дворянства, которая принадлежала к коренному населению этой части страны. Святой Леандр, избранный епископом в 578 или 579 году, основал Севильскую богословскую школу, которая стала известным центром науки и ортодоксально-никейского христианства. Подружившись с Ингундой, Леандр помог ей обратить своего мужа Герменегильда, принявшего при повторном крещении имя Иоанн, в «римскую веру», причём епископ сам провёл этот обряд. Переход Герменегильда в другое вероисповедание привлёк на его сторону большое количество христиан-никейцев. В том, что это произошло под влиянием епископа, не может быть никаких сомнений, потому что он видел в лице Ингунды возможность для продвижения ортодоксального христианства среди арианского населения королевства, а история того периода содержит многочисленные примеры супруг монархов, повлиявших на веру мужа (Клотильда Бургундская, Берта Кентская, Этельбурга Нортумбрийская и Теоделинда Лангобардская).

### Преследования христиан-никейцев
В 580 году Леовигильд созвал Толедский Собор арианских епископов (первый и единственный арианский собор в Вестготском королевстве), на котором всем вестготам предписывалось принять арианскую религию, для чего был принят ряд решений, упростивших эту процедуру. Чтобы хоть как-то привлечь на свою сторону ортодоксов, Леовигильд даже ввёл почитание реликвий и мучеников, до этого неизвестное арианской церкви. Однако эти меры, в результате которых среди новообращённых ариан оказался только епископ Винцентий Сарагосский, не удовлетворили Леовигильда, и он усилил притеснения сторонников никейского христианства.
Христиане-никейцы подвергались телесным наказаниям и тюремным заключениям, лишались имущества и обрекались на изгнание. Однако преследования никейцев вместо того, чтобы укрепить Вестготское государство, наоборот, стали причиной более глубокого разделения страны. Вспыхивали многочисленные восстания, которые Леовигильд жестоко подавлял, так как мирным путём их потушить не удавалось. Во время этих гонений свои кафедры потеряли Масона Меридский, Фульгенций Эсихский и Фронимий Агдский. Многие принимали арианскую веру, напуганные наказаниями и прельщённые деньгами. Чтобы предотвратить последствия обращения своего сына в другую веру, Леовигильд, опасаясь распространения христианства, ещё более ужесточил гонения на ортодоксов. Все эти меры способствовали тому, что вокруг наследника престола стали собираться противники арианства, так как они видели в нём защитника своих религиозных убеждений и политических взглядов.

### Начало мятежа Герменегильда

Карта Пиренейского полуострова с указанием исторических провинций и монетных дворов Вестготского королевства

И всё-таки, несмотря на сложившуюся обстановку, Герменегильда мучили некоторые сомнения: с одной стороны, сыновий долг почтения к отцу призывал его подчиниться, а с другой — гонения на христиан достигли апогея и побуждали его выступить защитником этой веры. Много времени он провёл в раздумьях, не зная, какую сторону выбрать. Леовигильд настаивал на том, чтобы сын вернулся в Толедо и вновь принял арианскую веру, но Герменегильд отказался.
Все эти предпосылки заставили Герменегильда в конце 579 года поднять в Севилье восстание против своего отца. Некоторые современные историки считают, что причинами этого открытого противостояния стали не только религиозные разногласия, но и необузданное честолюбие наследника престола. Однако призыв мятежника к последователям ортодоксально-никейского христианства проявить солидарность со своим новым единоверцем не нашёл заметного отклика. На его сторону перешли только Кордова, Мерида и Касерес. Иоанн Бикларский, современник этих событий, квалифицировал действия Герменегильда как мятеж и осудил заговор своего единоверца-ортодокса, так как это восстание причинило Испании больше вреда, чем вражеское нашествие, потому что королевство претерпело большие разрушения. Исидор Севильский, его двоюродный дядя, также сурово критиковал действия своего племянника. Очень мало сторонников Герменегильд нашёл и среди епископов: его поддержал только Леандр Севильский, которого в 579 году он отправил во главе посольства в Константинополь, чтобы собрать войско для борьбы против ариан, которые притесняли христиан-никейцев. Тот там познакомился с Григорием Великим, бывшим в то время легатом римского папы Пелагия II, после чего обоих прелатов стали связывать крепкие дружеские отношения. В попытках спасти свою страну от арианства Леандр показал себя «истинным христианином и дальновидным патриотом».

### Союзники Герменегильда

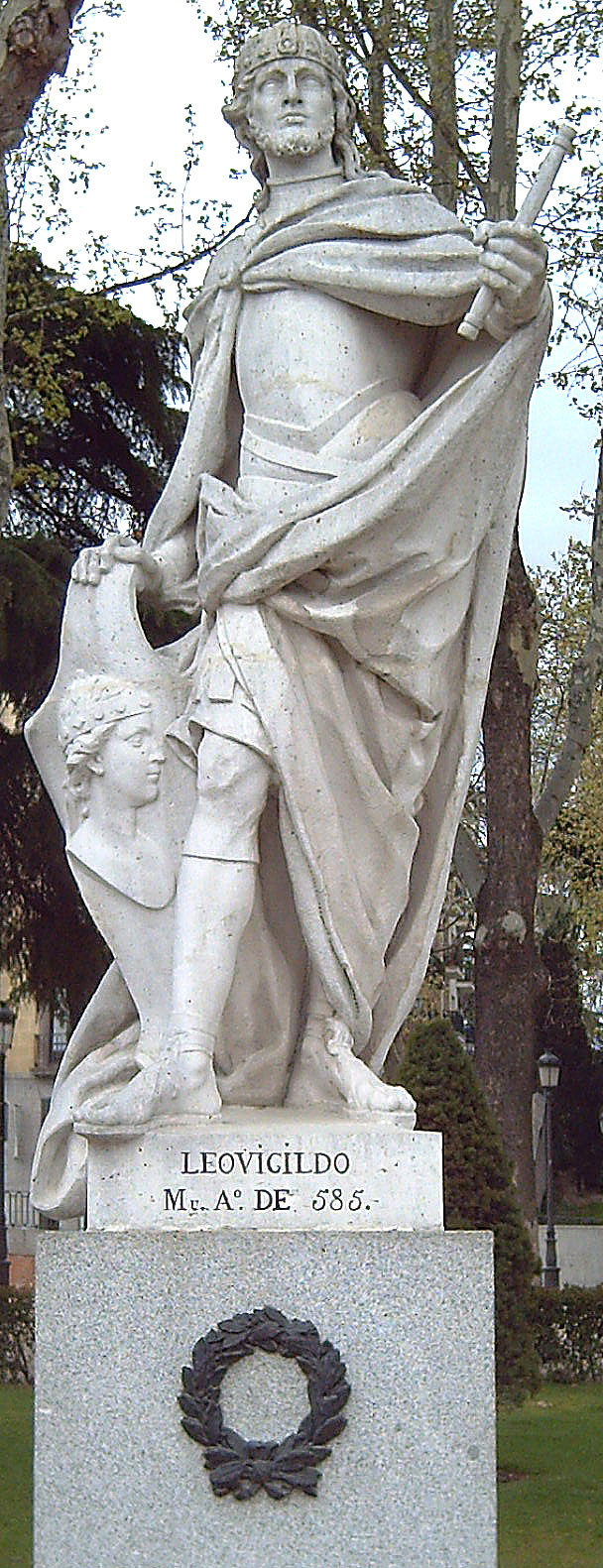
Статуя Леовигильда на площади в Мадриде. Скульптура (1750 — 1753 годы)

Герменегильд же активно продолжал искать союзников и заключил соглашение с византийцами и королём свевов Миро. Через послов он также наладил связи с франкскими родичами Ингунды. Так, в поддержку Герменегильда выступил король Бургундии Гунтрамн, в то время как Хильперик I, из-за своих разногласий с Гунтрамном, поддержал Леовигильда. В 582 году Леандр вернулся в Севилью с заверениями от императора предоставить военную помощь повстанцам. Получив поддержку от своих соседей и почувствовав себя более уверенно, Герменегильд провозгласил себя королём своей области, о чём говорят несколько дошедших до нас монет и надписей. Однако сейчас трудно судить, хотел ли он узурпировать власть отца или же просто создать своё собственное независимое государство.
Приблизительно в 580 году Ингунда родила Герменегильду наследника, наречённого Атанагильдом в честь его прадеда по материнской линии.

### Ответные действия Леовигильда
Сам Леовигильд, очевидно, надеясь на мирное урегулирование конфликта, поначалу не предпринимал никаких ответных действий. В 581 году он пошёл походом на басков, возможно, также вступивших в союзные отношения с Герменегильдом. В итоге часть их территории была завоёвана Леовигильдом, и, чтобы укрепиться на этих землях, король вестготов основал город Викториакум (ныне Витория). Против же своего сына он отправил войско герцога Айонского, который в столкновениях с Герменегильдом потерпел два поражения. После этого наследник престола отчеканил монеты, на которых были изображены эти победы.
Что явилось причиной для принятия ответных мер — то ли переход Герменегильда в новое вероисповедание, то ли простое совпадение — сейчас трудно определить. Тем не менее, Леовигильд видел арианство в личности каждого вестгота и любую угрозу этой идентификации воспринимал как угрозу легитимности всего Вестготского королевства. Он считал ортодоксально-никейское христианство исключительно римской религией, а арианство — вестготской, и вынашивал планы политического и религиозного объединения страны. Таким образом, ответные действия Леовигильда, вероятно, были вызваны, прежде всего, его реакцией на обращение во враждебную веру не только своего сына, но и других представителей вестготской знати: наличие в рядах своих подданных христиан-никейцев, по его мнению, мешало государственному объединению.

### Поражение Герменегильда

Карта Королевства вестготов в 586 году.
Пунктирной линией обозначены территории, завоёванные Леовигильдом в 570—586 годах.
Цифры в скобках обозначают год, в котором
была завоёвана та или иная территория.
Территория, обозначенная 588 годом, была
завоёвана уже его сыном Реккаредом I

Только осенью 582 года Леовигильд собрал армию и сам выступил против своего сына, прежде всего захватив, хотя и не без труда, Касерес и Мериду. В 583 году он окружил столицу владений своего старшего сына, однако осада Севильи продлилась больше года. По свидетельству Григория Турского, узнав, что его отец подступает к городу с войском, Герменегильд составил план, как отразить его наступление, к тому же надеясь на помощь византийцев и короля свевов Миро. Выбрав из многих тысяч своих людей триста наиболее подготовленных, он вооружил их и поместил в крепости Оссер (Оссет; современный Сан-Хуан-де-Аснальфараче), полагая, что отец, ослабленный своей первой атакой, будет побеждён более слабым, но многочисленным отрядом. Король свевов попытался прийти на помощь осаждённым, но был окружён Леовигильдом, который заключил с ним договор о верности в будущем, после чего Миро вернулся к себе домой, где вскоре умер. После этого Герменегильд, призвав на помощь византийцев, выступил против отца, отправив свою жену к последним. Между отцом и сыном в начале 584 года состоялось кровопролитное сражение, в котором Леовигильд уничтожил армию своего противника и предал крепость Оссер огню. Затем он пленил своего сына и, вернувшись в Толедо, отправил того в изгнание.
Однако испанские хронисты, Иоанн Бикларский и Исидор Севильский, наоборот, утверждают, что король свевов Миро привёл своё войско к Севилье на помощь Леовигильду, якобы выполняя условия договора 576 года, и погиб под стенами мятежного города во время его осады. После взятия Севильи Герменегильд бежал в Кордову, преследуемый войсками отца. Там он обратился за помощью к византийцам и, ожидая помощи из Картахены, устроил побег жены и сына. Леовигильд же подкупил византийского губернатора, дав префекту императора тридцать тысяч солидов для того, чтобы тот не оказывал помощи его сыну. Тогда Герменегильд спрятался в местной церкви и, благодаря уговорам своего брата, покинул её, получив обещание, что его жизни ничто не угрожает, после чего бросился к ногам отца, вымаливая у него прощение. Однако Леовигильд пренебрёг своей клятвой и приказал схватить своего сына, снять с него одежду и надеть на него рубище, а вернувшись в Толедо, отнял у него слуг и отправил его в изгнание лишь с одним слугой. Его жену Ингунду он не сумел пленить, так как она вместе со своим маленьким сыном бежала в соседние города Испании.
Однако существует и предположение, согласно которому во время осады Севильи Герменегильд попросту отсутствовал. Он в это время объезжал Бетику в поисках подкрепления для войны против отца, а узнав о нападении на свою столицу, укрылся в Кордове.

## Смерть наследника престола. Последствия мятежа

### Гибель Герменегильда

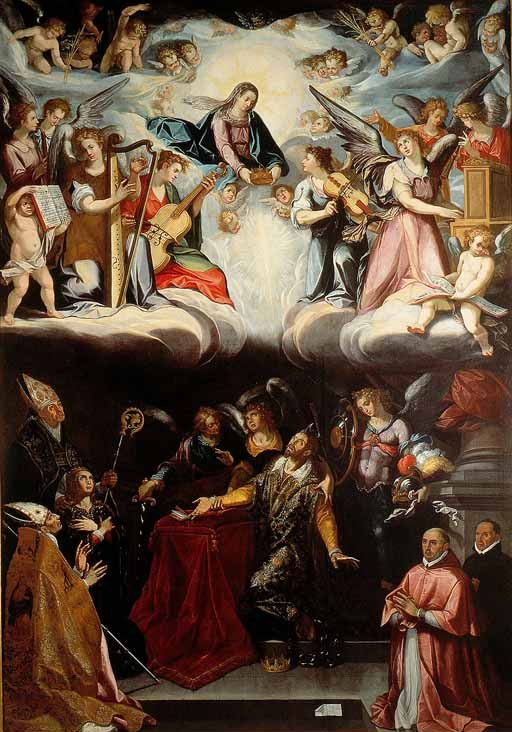
«Смерть Герменегильда». Картина (1602 год)., Севилья

После пленения Герменегильд был сослан в Валенсию. Спустя некоторое время состоялось примирение отца и сына, так как в глубине души они не желали друг другу зла. Леовигильд забыл о предательстве сына и вернул ему почти все его титулы, но Госвинта возбудила в душе короля новые подозрения, которые усилились после вторжения в Нарбоннскую Галлию Гунтрамна, дяди Ингунды. Герменегильд вновь был схвачен и отправлен в Таррагону, где был заключён в тюрьму, которая находилась в подвале старого дворца.
Теперь Леовигильд предложил освободить сына только в том случае, если он примет прежнюю веру, неоднократно призывая его отречься от «римской веры». На Пасху король послал к Герменегильду арианского епископа, чтобы он принял из его рук причастие, однако тот наотрез отказался, после чего был казнён (обезглавлен секирой) по приказу отца начальником тюрьмы герцогом Сисбертом 24 марта 585 года или 13 апреля 586 года. Из исторических источников того времени достоверно известно только то, что Герменегильд был убит на Пасху, а год современные историки устанавливают уже на основании своего представления о хронологии событий VI века, поэтому существуют разные датировки этого события. Восстание Герменегильда показало, что наличие разных вероисповеданий в любом государстве того времени таило в себе скрытую угрозу для его политического благополучия.
Узнав о пленении Герменегильда, король Бургундии Гунтрамн был страшно разгневан и решил отправить в Испанию войско, чтобы оно, прежде всего, подчинило его власти всю Септиманию, которая находилась внутри границ Галлии, а потом двинулось дальше. К этому походу также присоединился и брат Ингунды Хильдеберт. Однако объединённые войска, ведомые бездарными военачальниками, дойдя до Нима и Каркасона, учинили в собственной стране бесчисленные убийства, пожары и грабежи, после чего вступили в открытое противостояние с вестготами, потерпели унизительное поражение и вернулись домой. В ответ на эту атаку Леовигильд послал против них Реккареда, который отразил нападение франков и освободил от их вторжения северные территории Вестготского королевства, заняв две крепости с большим количеством людей, после чего вернулся на родину победителем.
Приняв ортодоксальное христианство, Реккаред в 587 году, чтобы загладить вину Леовигильда, совершил соответствующую епитимью за содеянные грехи своего отца, а затем направил посольство к Хильдеберту, чтобы попросить у него руки его младшей сестры Хлодосвинты, ссылаясь на то, что теперь они стали единоверцами. Однако ещё в 586 году король Австразии пообещал выдать её за лангобардского короля Аутари, но после того, как к нему прибыли послы от императора Маврикия и настояли на выполнении обязательств франкско-византийского союза, Хильдеберту пришлось разорвать договор с лангобардами, пойти на них войной и согласиться на предложение короля вестготов. Гунтрамн, хотя и неохотно, также дал своё согласие, но не отказался от своей политики, направленной против вестготов, которая в конечном счёте оказалась неудачной. В 594 году Реккаред и Хлодосвинта были обручены.

### Судьба Ингунды и Атанагильда

Византийская Испания в 565—586 годах.
территория, завоёванная византийцами при Атанагильде (565)
территория, отвоёванная у византийцев Леовигильдом (568—586)
византийская территория к моменту смерти Леовигильда (586)
Красные точки указывают на те города, которые предположительно находились под властью Византии, красные квадраты — на те города, которые были завоёваны Византией по свидетельству различных исторических источников

Согласно Павлу Диакону, Ингунда вместе с маленьким сыном, после побега из Кордовы, хотела покинуть Испанию, но по пути в Галлию попала в руки солдат, стоявших на сторожевом посту на юге испанской границы, а потом — к византийцам. Причём греки отказались выдать Леовигильду жену и сына Герменегильда, а после мученической смерти последнего она вместе с сыном была увезена ими на Сицилию. Там осенью 586 года она и умерла, а её сын Атанагильд был в качестве заложника переправлен в Константинополь к императору Маврикию, при дворе которого и был воспитан. По свидетельству же Григория Турского, когда Ингунду везли с маленьким сыном в Константинополь, она умерла в Карфагене (Северная Африка) и там же была похоронена. О причинах её столь ранней смерти исторические источники ничего не сообщают, однако известно, что в то время во многих странах Средиземноморья на протяжении двух веков свирепствовала первая мировая пандемия чумы (так называемая «Юстинианова чума»), так что, возможно, она умерла из-за неё. По другой версии, она умерла осенью 585 года.
В это же время византийский император Маврикий, направив послов к брату Ингунды Хильдеберту II, заключил с ним договор и убедил его ввести войска в Северную Италию для войны с лангобардами. Хильдеберт, думая, что его сестра вместе с сыном живёт в Константинополе, удовлетворил желание послов Маврикия и, надеясь вернуть их, приказал франкскому войску выступить против лангобардов. Однако во время похода франки и алеманны вступали в споры между собой и, не добившись никакой пользы, вернулись обратно. Хильдеберту в то время было всего шестнадцать лет, и он находился под большим влиянием своей сильной и волевой матери Брунгильды, которая также стремилась вернуть домой дочь и внука. Спустя некоторое время, узнав о смерти Ингунды, она даже писала Маврикию и его тёще Ино Анастасии и просила их отправить Атанагильда в Австразию, но император не внял её мольбам и позднее женил его на своей племяннице Флавии Юлиане, дочери своего брата Петра.
В 680 году в результате дворцового переворота королём вестготов стал Эрвиг. Согласно «Хронике Альфонсо III», он был сыном Ардабаста, который, будучи изгнанным из страны императором, отправился в середине VII века из Византии в Испанию. Тот здесь был великолепно принят при дворе короля Хиндасвинта, который дал ему в жёны свою дочь или племянницу Гласвинду (Году). Сам же Ардабаст был сыном Атанагильда и внуком Герменегильда.

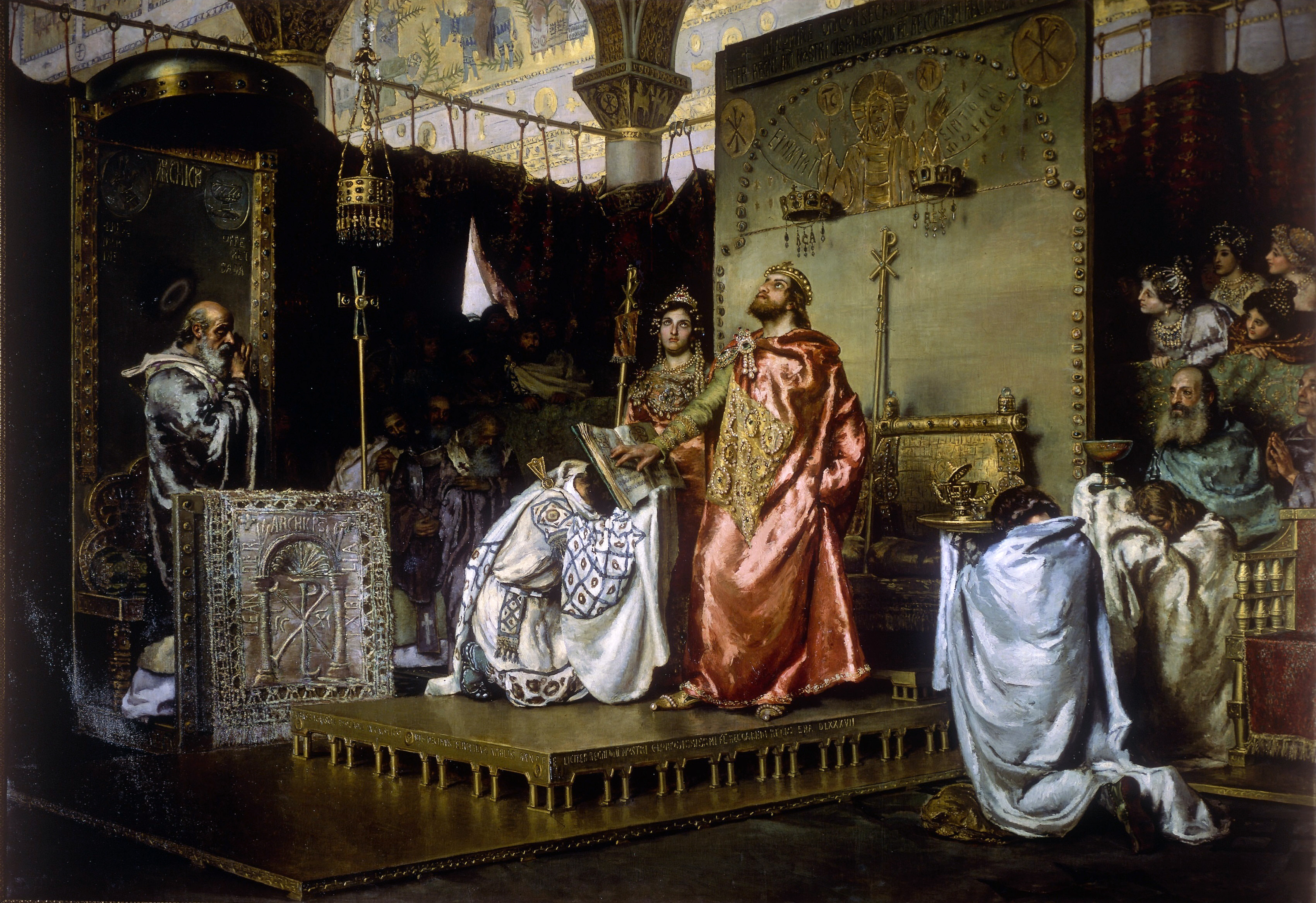
Реккаред I принимает христианство. Картина Антонио Муньоса Деграйна (1888 год). Дворец испанского сената, Мадрид

Однако не все исследователи придерживаются этой точки зрения. По свидетельству Брюно Дюмезиля, Брунгильда пыталась освободить своего внука Атанагильда из византийского плена, написав множество писем самому императору, его родне, верховным сановникам и церковным иерархам. Причём этим она не ограничилась и неоднократно направляла многочисленные посольства к константинопольскому двору. Но Маврикий не отпускал Атанагильда, удерживая его как заложника, и не раз пытался заставить франков совершить поход в Италию, чтобы выбить оттуда лангобардов. Брунгильда несколько раз посылала туда войско, но не совсем удачно. Наконец, вскоре после 590 года имя Атанагильда исчезает из источников, в то же время вдова Сигиберта I перестала отправлять армию на Апеннины и даже сблизилась с королём лангобардов Агилульфом. Некоторые историки связывают это со смертью сына Герменегильда. Император потерял свой главный козырь и возможность политического давления на франков, а Брунгильда, наряду с именем Ингунды, добавила имя Атанагильда в список умерших, за которых следует молиться.

### Торжество никейской веры
Леандр Севильский, вернувшись из Византии, подвергся преследованиям со стороны Леовигильда и в 582 году был изгнан из страны. Это время он посвятил написанию двух антиарианских сочинений. Однако незадолго до своей смерти в 586 году Леовигильд покаялся в несправедливости по отношению к святому Леандру, вернул его из ссылки и попросил стать наставником своего младшего сына Реккареда. В своих «Диалогах» Григорий Великий рассказывает о том, что в дальнейшем Леовигильд раскаялся в убийстве своего сына и признал правоту никейской веры и заблуждение арианской, однако побоялся публично признаться в этом из страха перед окружением и подданными. Епископ Севильи положил много трудов на отречение вестготов от арианской ереси, и в итоге младший сын Леовигильда в 587 году принял ортодоксально-никейское христианство, призвав всех своих подданных к соблюдению «правильного вероисповедания и устранению прискорбного заблуждения». В том же году, по приказу Реккареда, был схвачен убийца его брата Герменегильда, герцог Сисберт, и предан «позорнейшей смерти».
Крепость Оссет, где Леовигильд пленил своего старшего сына, впоследствии стала называться Сан-Хуан-де-Аснальфараче. Это название явно говорит о том, что её переименование связано с именем святого Иоанна, которое в 579 году Герменегильд принял при крещении.

## Почитание Герменегильда как святого

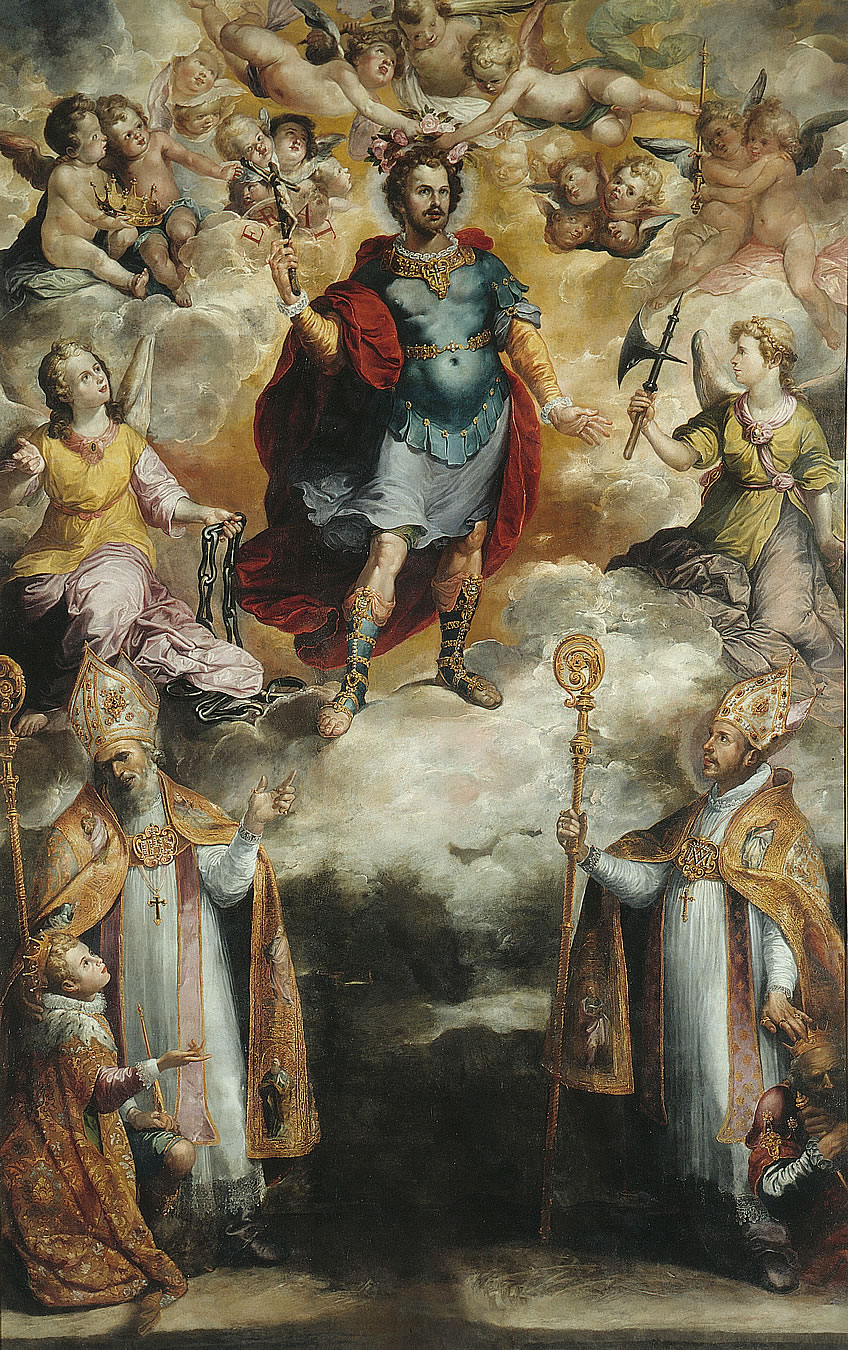
«Апофеоз Герменегильда». Картина Франсиско Эрреры Старшего., Севилья

Иоанн Бикларский и Исидор Севильский в своих сочинениях упоминают только о политических причинах восстания Герменегильда, считая его действия неразумным стремлением к захвату власти. В отличие от них, Григорий Великий в своих «Диалогах» описывал происходящие события исключительно с религиозной точки зрения, упоминая и о принятии Герменегильдом другой веры под влиянием святого Леандра, и о сильном негодовании после этого Леовигильда на своего сына, и о последовавших затем гонениях на христиан-никейцев, и о мученической смерти самого Герменегильда. Особый накал этих событий усиливался тем, что они происходили в дни святого праздника Пасхи. Григорий Турский в своей «Истории франков» подтверждает эти сведения, подробно описывая брак Герменегильда и притеснения Ингунды со стороны Госвинты. Мятеж Герменегильда, хотя тот и начался немного раньше, он рассматривал как реакцию ортодоксов на религиозные гонения, усиленные Леовигильдом после созванного в Толедо собора арианских епископов. Некоторые более поздние исторические источники ограничиваются лишь краткими упоминаниями о его мученической смерти («Овьедская эпитома» IX века, «Силосская хроника» XII века и «Всемирная хроника» Луки Туйского XIII века).
Возможно, почитание Герменегильда как святого возникло ещё в Риме, благодаря авторитету Григория Великого. Беда Достопочтенный в «Церковной истории народа англов» назвал сына Леовигильда королём-мучеником, пострадавшим за свою веру. В IX веке почитание мученика утвердилось во Франкском королевстве: имя Герменегильда было внесено в мартирологи Флора Лионского, Адона Вьеннского, Узуарда и Ноткера Заики. В Испании почитание Герменегильда распространилось в XII—XIII веках. Первое упоминание о главе мученика относится к XII веку, когда она была передана женой короля Арагона Альфонсо II Санчей Кастильской женскому монастырю в Сихене, а в XVI веке по указу короля Испании Филиппа II она была торжественно перенесена в Эскориал. В 1551 году его имя было внесено в Толедский миссал, а в 1586 году (к тысячелетию со дня его смерти) по просьбе того же Филиппа II римский папа Сикст V причислил Герменегильда к лику святых и разрешил отмечать его память во всех храмах Испании. В 1636 году Урбан VIII повторно канонизировал его, после чего уже вся Римско-католическая церковь стала отмечать его память как святого.

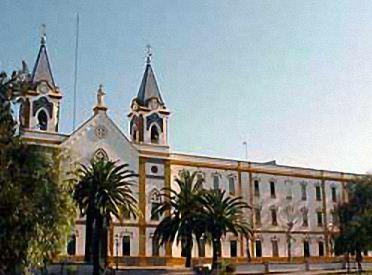
Церковь Святого Герменегильда в Севилье, в которой хранятся его мощи

Почитание Герменегильда в Православной церкви было известно ещё по греческим и славянским месяцесловам и введено до его канонизации на Западе. День памяти святого празднуется в католической церкви 13 апреля, в годовщину его гибели, а в православной — 1 (14) ноября, в один день с памятью святителя Леандра Севильского, который согласно «Полного месяцеслова Востока» Сергия (Спасского) обратил его в никейскую веру.
Мощи Герменегильда покоятся в Севилье, в церкви, названной в честь святого.
В 1815 году Фердинанд VII учредил Военный Орден Святого Херменегильдо (Герменегильда), которым награждаются офицеры и солдаты, исполнившие свой воинский долг, испытав при этом в бою большие страдания и, таким образом, ставшие примером мужества в испанской армии.

## Комментарии
1. ↑  Правда, имя первой жены Леовигильда в исторических источниках VI-го века не упоминается, оно встречается в некоторых современных исследованиях.
2. ↑  В то время разделение на православных и католиков ещё не произошло, и упоминаемые в исторических источниках «православные» и «католики» тогда были приверженцами одной ветви христианства.
3. ↑  Вероятно, именно он признал недействительным арианский обряд крещения Ингунды.
4. ↑  Его родителями были Севериан и Туртура, по другой версии Феодора[45].
5. ↑  Так считают некоторые современные исследователи, однако достоверного подтверждения такой идентификации в исторических источниках того времени нет[48].
6. ↑  К тому же, очевидной подстрекательницей этих преследований являлась королева Госвинта.
7. ↑  Кроме того, территория юго-западной Испании была сравнительно недавно присоединена к Вестготскому королевству, и представители местной аристократии, по-видимому, надеялись на восстановление прежней независимости.
8. ↑  Однако, несмотря на обещания, никакого подкрепления из Византии так и не прибыло.
9. ↑  Судя по всему, Герменегильд был пленён в феврале 584 года (самое позднее в начале марта), так как вестготский посол Оппила прибыл в Тур к королю Хильперику на Пасху (2 апреля) для решения проблем, связанных с его пленением и захватом византийцами Ингунды и её сына, по причине того, что Леовигильд боялся, как бы Хильдеберт не послал против него войско, чтобы отомстить за оскорбление своей сестры[69][70].
10. ↑  Причём, однозначной трактовки обстоятельств похода Миро нет, так что кто из средневековых хронистов был прав, сейчас сказать невозможно[76].
11. ↑  Здесь следует упомянуть ещё одну возможную дату падения Севильи — конец 584 года, и, учитывая последовавшее после этого бегство наследника престола в Кордову, существует вероятность того, что он был пленён в начале 585 года[1].
12. ↑  Таким образом, Герменегильд остался без союзников и лишился почти всех шансов на успех.
13. ↑  В современных исследованиях также фигурирует ещё одна дата смерти Герменегильда — 13 апреля 585 года[20][84].
14. ↑  Возможно, позднее состоялась и церемония их бракосочетания, но из-за отсутствия о нём свидетельств в исторических источниках, был ли заключён этот брак или нет, доподлинно неизвестно[94].
15. ↑  Видимо, она хотела вернуться на родину морским путём, так как пересечь всё вестготское королевство и не попасть в руки Леовигильда без посторонней помощи было крайне затруднительно.
16. ↑  Вероятно, её также пленили в феврале или марте 584 года[69][70].
17. ↑  Следовательно, Ардабаст не мог быть сыном Атанагильда, ибо 10—11-летний мальчик вряд ли мог иметь потомство. Некоторые учёные, исходя из этимологии его имени, считают, что он имел армянские корни (см. Артавазд)[99].
18. ↑  Причём, его почитание распространено во всех поместных православных церквях[3].